# Father Is a Bachelor
Father Is a Bachelor is een Amerikaanse musical-romantische komedie uit 1950, geregisseerd door Abby Berlin en Norman Foster. De hoofdrollen worden vertolkt door William Holden en Coleen Gray.

## Verhaal
De zorgeloze zwerver Johnny Rutledge belandt in een klein stadje nadat zijn vriend en werkgever, Professor Ford, wordt gearresteerd. Hij raakt bevriend met May Chalotte en haar vier broers, die stiekem zonder ouders leven nadat deze bij een ongeluk zijn omgekomen. Hoewel Johnny in eerste instantie geen verantwoordelijkheid wil nemen, wordt hij toch hun voogd en doet zijn best om voor hen te zorgen.
Als de dochter van de lokale rechter, Prudence Millett, ontdekt dat de kinderen niet naar school gaan, doet Johnny zich voor als hun oom. Langzaam bloeit er een romance op tussen Johnny en Prudence, ondanks zijn angst voor verplichtingen.
Wanneer een rijke man, Jeffrey Gilland Sr., wil dat Johnny zijn kinderen bij die van hem weghoudt, ontstaat er een conflict dat Johnny in de problemen brengt. Uiteindelijk, na een reeks misverstanden en verwikkelingen, kiest Johnny ervoor om bij de kinderen en Prudence te blijven, en zo een nieuw leven op te bouwen.

## Rolverdeling
- William Holden als Johnny Rutledge
- Coleen Gray als Prudence Millett
- Mary Jane Saunders als May Chalotte
- Charles Winninger als Professor Mordecai Ford
- Stuart Erwin als agent Pudge Barnham
- Clinton Sundberg als Plato Cassin
- Gary Gray als Jan Chalotte
- Sig Ruman als Jericho Schlosser
- Billy Gray als Feb Chalotte
- Lloyd Corrigan als rechter Millett
- Frederic Tozere als Jeffrey Gilland Sr.
- Peggy Converse als Genevieve Cassin
- Lillian Bronson als Adelaide Cassin

## Liedjes
Johnny zingt een aantal liedjes in de film, waaronder Wait 'Till the Sun Shines, Nellie in blackface in de openingsscène. Zijn zangstem werd nagesynchroniseerd door Buddy Clark.

## Ontvangst
Bosley Crowther noemde de film een "suikerzoete, flinterdunne romance" in zijn recensie in The New York Times.